# Missionnaires de Saint-Charles
Les Missionnaires de saint Charles (en latin : Congregatio Missionariorum a S. Carolo) forment une congrégation cléricale de droit pontifical.

## Historique
La congrégation est fondée à Plaisance par l'évêque Jean-Baptiste Scalabrini (1839-1905) pour venir en aide aux émigrés italiens. L'initiative est approuvée par le pape Léon XIII avec le bref Libenter agnovimus du 15 novembre 1887 ; le 28 novembre suivant, les deux premiers aspirants, les pères Joseph Molinari et Dominique Montese prononcent leurs premiers vœux religieux. 
La congrégation pour l'évangélisation des peuples approuve ad experimentum le règlement de l'institut le 19 septembre 1888. Les Missionnaires de saint Charles se répandent rapidement auprès des communautés italiennes des États-Unis et du Brésil. En 1909, les vœux religieux sont remplacés par un serment de persévérance, mais sont réintroduits le 8 avril 1934.
Les constitutions religieuses des Missionnaires de saint Charles sont approuvées le 15 août 1948. En 1949, le Saint-Siège confie aux Scalabriniens la gestion du collège pontifical de Rome destiné à la formation de prêtres séculiers désireux de se consacrer à l'aide aux immigrés.

## Activités et diffusion
Les Scalabriniens se vouent en faveur des émigrés.
Ils sont présents en : 
- Europe : Allemagne, Belgique, Espagne, France, Italie, Luxembourg, Portugal, Royaume-Uni, Suisse.
- Amérique du Nord : Canada, États-Unis, Mexique.
- Amérique : Argentine, Bolivie, Brésil, Chili, Colombie, République Dominicaine, Guatemala, Haïti,Paraguay, Pérou, Uruguay, Venezuela.
- Asie : Indonésie, Japon, Philippines, Taïwan.
- Afrique : Afrique du Sud, Mozambique.
- Océanie : Australie.

La maison généralice est à Rome.
En 2009, la congrégation comptait environ 710 membres dont sept évêques et 590 prêtres.
En France, ils sont chargés de l'église Saint-Bernard de la Chapelle (18e arrondissement) et de Saint-Pierre de Chaillot, qui accueille une forte communauté italienne dans le 16e arrondissement de Paris.

## Personnalités
- Cardinal Gaetano De Lai (1853-1928), supérieur général
- Cardinal Velasio de Paolis (1935-2017), théologien
- Cardinal Silvano Tomasi, (1940- ), nonce apostolique en Éthiopie (en), en Érythrée (en) et à Djibouti
- Jacques Fabre-Jeune, Évêque de Charleston
- Fabio Baggio, (1965-), cardinal de la Curie
- Mussie Zerai, (1975-), prêtre suisse

## Source
- (it) Cet article est partiellement ou en totalité issu de l’article de Wikipédia en italien intitulé « Missionari di San Carlo » (voir la liste des auteurs).